# Me-24 (Spanje)
De Me-24 is een circa 9 kilometer lange weg op de westkust van het Spaanse eiland Menorca die loopt van Ciutadella de Menorca in het noorden naar Urbanizición Tamarida in het zuiden.
Me-1 · Me-2 · Me-4 · Me-5 · Me-6 · Me-7 · Me-12 · Me-13 · Me-14 · Me-15 · Me-16 · Me-18 · Me-24